# Grasseiteles araneiphagus
Grasseiteles araneiphagus là một loài tò vò trong họ Ichneumonidae.